# Labramia boivinii
Labramia boivinii är en tvåhjärtbladig växtart som först beskrevs av Jean Baptiste Louis Pierre, och fick sitt nu gällande namn av André Aubréville. Labramia boivinii ingår i släktet Labramia och familjen Sapotaceae. Inga underarter finns listade i Catalogue of Life.